# Lisznia (gmina)
Lisznia – dawna gmina wiejska w powiecie drohobyckim województwa lwowskiego II Rzeczypospolitej. Siedzibą gminy była Lisznia.
Gminę utworzono 1 sierpnia 1934 r. w ramach reformy na podstawie ustawy scaleniowej z dotychczasowych gmin wiejskich: Bronica, Lisznia, Łużek Dolny, Manaster Liszniański, Nahujowice, Niedźwiedza, Śniatynka i Uniatycze.
Po II wojnie światowej obszar gminy znalazł się w ZSRR.